# Gualövs landskommun
Gualövs landskommun var tidigare en kommun i dåvarande Kristianstads län.

## Administrativ historik
Kommunen bildades i Gualövs socken i Villands härad i Skåne när 1862 års kommunalförordningar trädde i kraft. 
Vid kommunreformen 1952 uppgick kommunen i Ivetofta landskommun som 1967 uppgick i Bromölla köping som 1971 ombildades till Bromölla kommun.

## Politik

### Mandatfördelning i Gualövs landskommun 1938-1946
| 11 | 4 |

| 14 |

| 2 | 9 | 4 |

| 15 |

| 4 | 11 |

| 15 |